# 两栖战舰

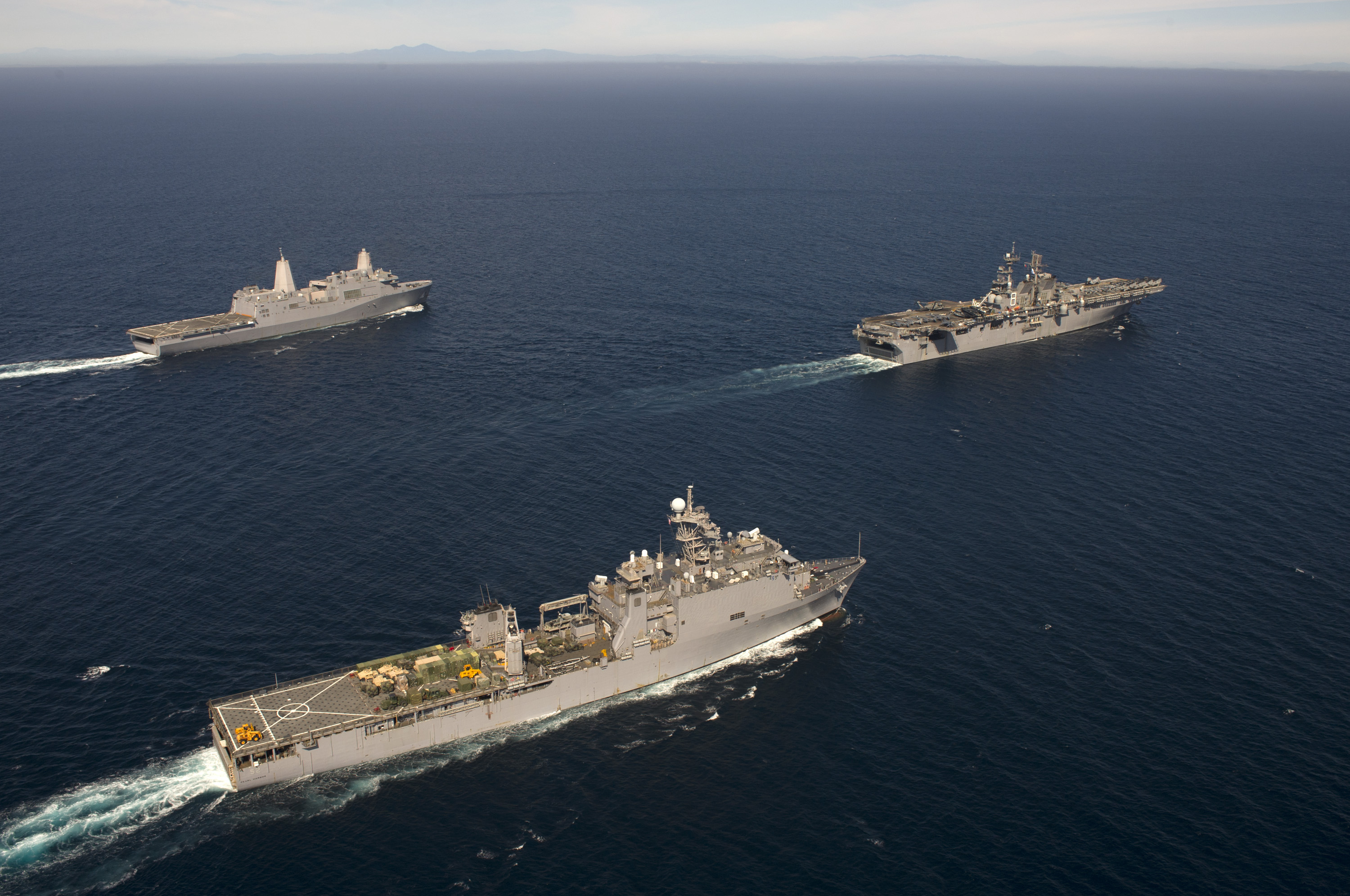
美國海軍三款不同的两栖战舰，領航的兩棲突擊艦設有全通式飛行甲板，後排的兩棲運輸艦（遠）設有機庫，船塢登陸艦（近）只設直升機甲板

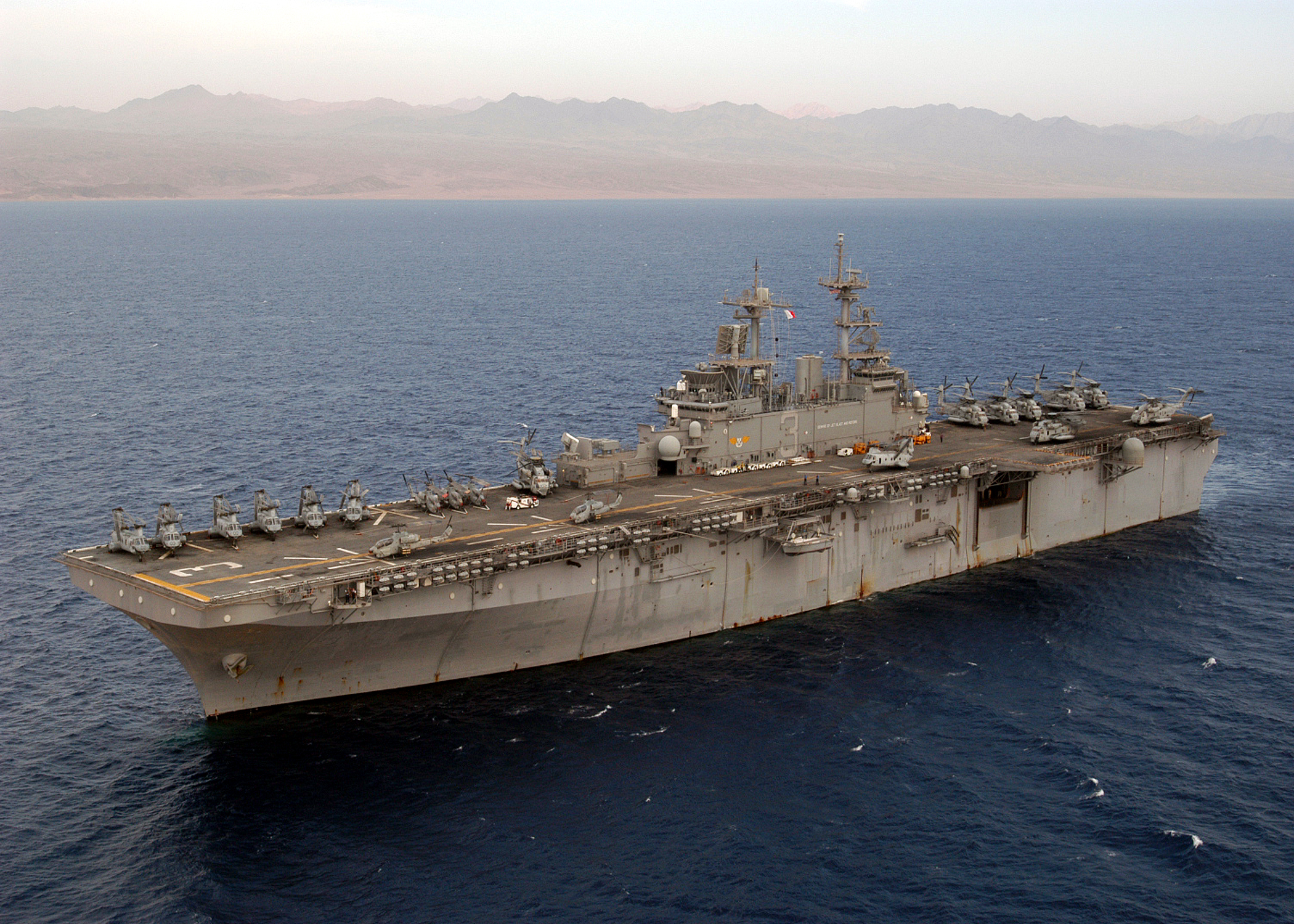
美国海军基萨奇山号两栖攻击舰

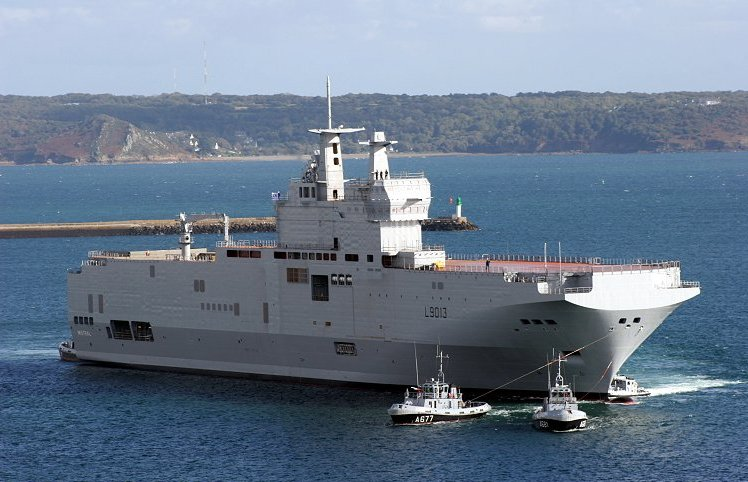
法國西北風級兩棲突擊艦

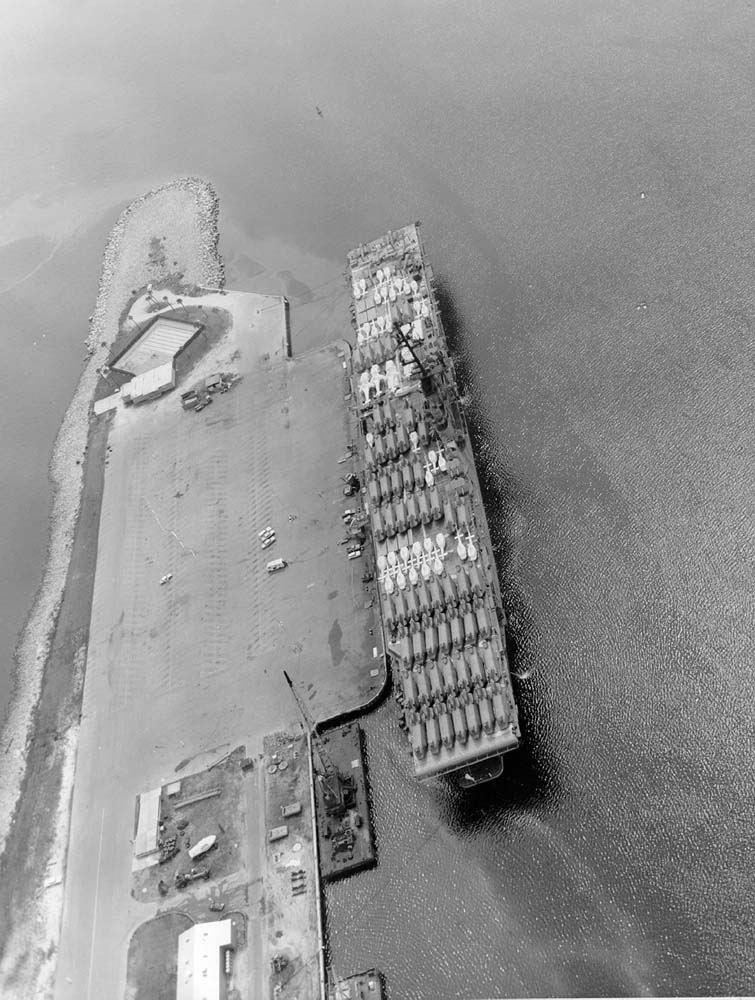
1965年，兩棲突擊艦拳師號搭載了美國騎兵第一師的直升機，預備前往越南。

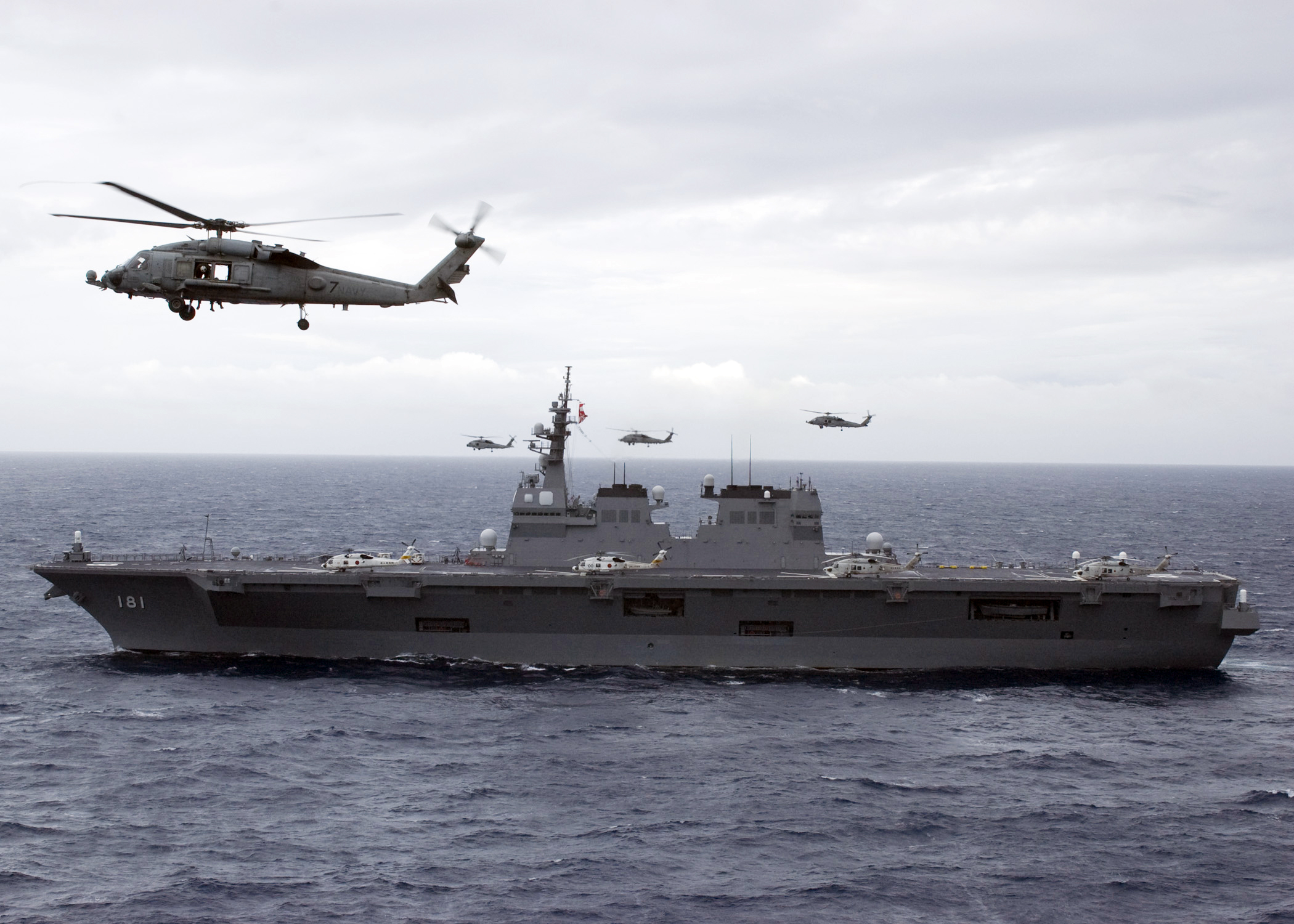
日本日向級護衛艦

两栖战舰（Amphibious warfare ship），也称登陆舰，是两栖作战中使用的一种舰船，能将己方的人员和装备运送到敌方所占的陆地。两栖战舰一般搭载有登陆艇、直升机等，借此可不依靠码头等港口设施，直接将陆军和海军陆战队的人员与装备运送上岸。
雖然早在一戰期間就可見到類似的船艦，但直到二战時两栖战舰才真正迅速发展。今日美国海军拥有數量與種類最多的两栖战舰。

## 历史

### 第一次世界大战之前以及两次世界大战之间
登陆舰得到大力发展是在二战期间。在一战之前，登陆作战主要使用传统船只。1915年灾难性的加利波利登陆表明，传统船只已经不适合用于近代登陆作战的要求，特别是机枪被大量装备以后。1920年代和1930年代，登陆舰在美国以外的大多数国家没有看到很大的发展。这是因为美国海军陆战队这一时期经历了几场小规模的战争，如：香蕉戰爭，从而导致先进登陆舰学说的发展。到20世纪30年代后期，具体的计划开始实施，并开始建造第一艘真正的专业登陆舰。
早期被分为两类，输送舰与登陆舰（艇）。通常部队在港口登上运输船到换乘点换乘登陆艇发起攻击，或者直接由登陆舰从始发港口向目标地点发动登陆攻击。

### 二战期间
许多早期登陆舰由货船改装。然而，也出现了坦克登陆舰（LST）这样的专用舰只。顾名思义，它是一种专门用于坦克或其他大型车辆登陆的舰只。坦克登陆舰與其他大型船舶不同，它可以直接開上海滩輸送坦克與部队。除了运载部队的船只，其他船只是必要的。人们很快意识到，像两栖登陆作战这样一个复杂的任务，需要一种专业的指挥舰只负责指挥，普通海军船只根本无法满足这样的需求。也有人意识到战列舰，巡洋舰和驱逐舰不一定能提供所有的火力支援（包括压制火力）需求。因此一些搭载各种直接或者间接火力的专业船只被制造出来。这些火力包括火炮和火箭炮，它可以装上登陆艇和登陆舰。作为登陆前的最后攻势的一部分，登陆区将布满这些类型船只。
尽管登陆舰在二战期间的得到大力发展，但仍有很多限制，比如：登陆区海岸线的类型是否适合发起攻击。海滩上的障碍物必须较少，并有适合的潮汐条件和合适船只抢滩的斜坡。然而，随着直升机的发展，这些问题都在根本上得到了改变。

### 冷战初期的发展
第一次使用的直升机进行登陆作战，是1956年英法和以色列对埃及发动的入侵（苏伊士运河战争）。两艘英国的轻型舰队航母搭载了直升机和一个营的空降突击队。另外两艘参战的航母壁垒号（R08）和阿尔比恩号（R07）被改编为专用的“突击航母”（commando carriers）。在1950年代末，美国军队在越南战争和平时的训练中对这些技术进一步发展和完善了。现代两栖攻击舰可以在几乎任何地方的海岸线上发动攻击，使得对对方的防守极其困难的。
建于1950年代和1960年代的各种过渡舰船和护航航空母舰，如同五艘硫磺岛级直升机登陆舰等早期舰只，预备与现在两栖攻击舰类似的作用。该类舰船的第一个尝试是美国海军的护航航空母舰布洛克岛号（CVE-106/LPH-1），但它从来没有真正作为两栖攻击舰服役过。由于硫磺岛级的延期服役，一种权宜之计是将三艘埃塞克斯级航空母舰（拳师号（CV-21/LPH-4），普林斯頓号（CV-37/LPH-5）和福治谷（CV-45/LPH-8））和一艘卡萨布兰卡级护航航空母舰忒提斯湾号（USS Thetis Bay CVE-90/CVHA-1/LPH-6）改装成拳师和忒提斯湾级两栖攻击舰。
塔拉瓦级、黄蜂级和硫磺岛级两栖攻击舰均像他们的祖先航空母舰。然而，两栖攻击舰的作用与航空母舰有着根本的不同。其搭载的飞机不在是攻击或者防御用的战斗机，而是用于输送登陆部队的直升机。

### 近期发展
登陆舰中，最近的创新之一是气垫登陆艇。这些大型气垫船，进一步扩大了两栖攻击舰的作战区域，并且增加了登陆物资从船到岸的转移速度。前苏联在翼地效应机（介于船舶与飞机之间的一种交通工具）方面的成绩，也对未来的两栖登陆作战提供了新的思路。
1950年代提出了两栖攻击潛艇概念，1960年代前苏联几乎开工建造这类潜艇，不过目前并没有相关的设计与计划。但是如约翰基冈爵士这样的一些军事专家预测，在面对越来越多危险的未来战争中（由于卫星侦察和反舰导弹的威胁），运输和两栖攻击潜艇可能值得重新予以考虑。

## 中小型登陆舰

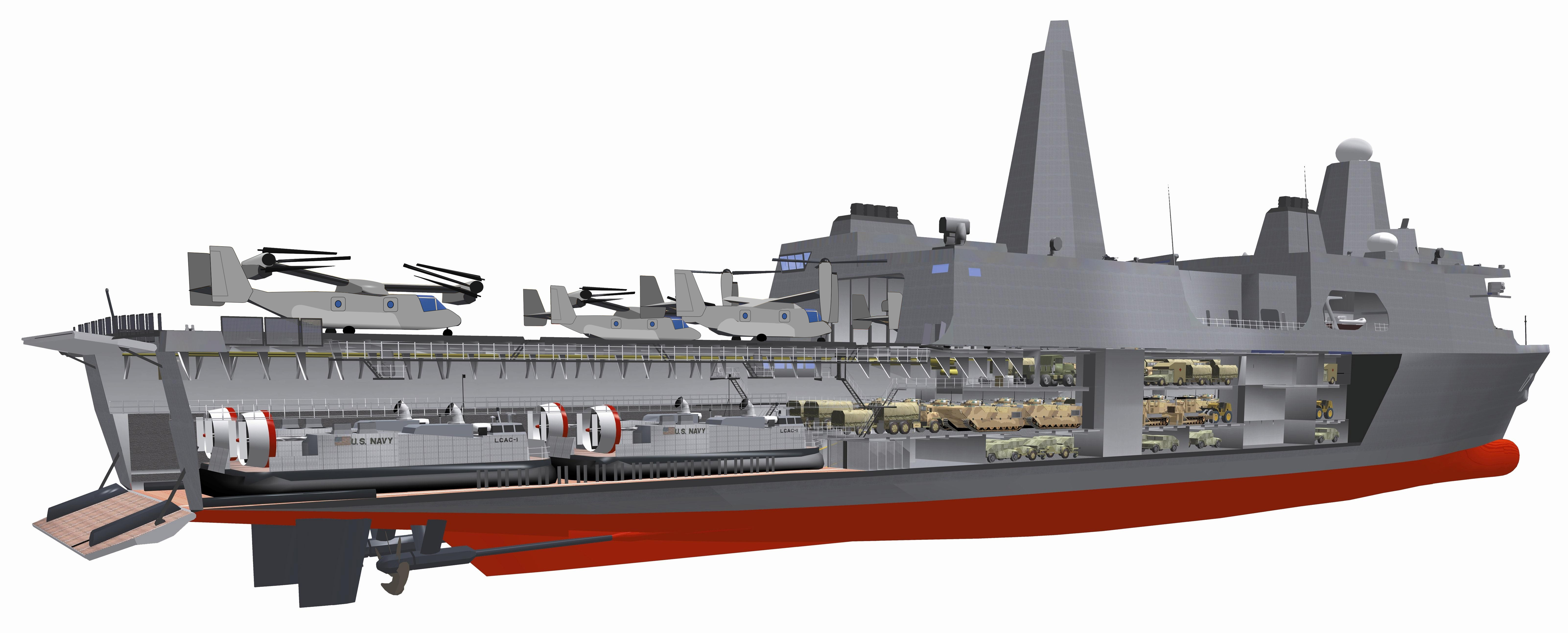
美国聖安東尼奧級兩棲船塢運輸艦剖视图

除了世界上最大的船只，其他各种专门类型的两栖攻击支持舰只。其中包括兩棲船塢運輸艦（LPD）、船塢登陸艦（LSD）和兩棲指揮艦（LCC）。海军还有一些中小型登陆舰只，包括坦克登陆舰（LST）、物资输送舰（LSL）以及中型登陆舰（LSM）等。